# Savage Steve Holland
Savage Steve Holland (Albuquerque, 29 aprile 1958) è un animatore e regista statunitense.
Ha diretto i film Sapore di hamburger (1985) e Una folle estate (1986) con John Cusack. In seguito ha creato e prodotto le serie a cartoni animati Fl-eek Stravaganza e i Tontosauri. 
Attualmente lavora ai suoi studi Savage Studios Ltd e dirige programmi per Disney Channel e Nickelodeon.
Ha studiato animazione al California Institute of the Arts, periodo nel quale creò Going Nowhere Fast, un progetto che fu esposto al Moma. È stato anche regista occasionale della serie Henry Danger.

## Filmografia
- Sapore di hamburger (Better Off Dead) (1985)
- Una folle estate (One crazy Summer) (1986)
- Commissione d'esame (How I Got Into College) (1989)
- The Incredible Crash Dummies (1993)
- Disney Safety Patrol (1998)
- Walt Disney Stuck in the Suburbs (2004)
- Nolan - Come diventare un supereroe (2007)
- Ufficialmente bionde  (Legally Blondes) (2009)
- Ratko: The Dictator's Son (2009)
- Big Time Movie (2012) - Film TV

## Serie TV
- V.I.P.
- Lizzie McGuire
- Zoey 101
- Phil dal futuro
- Ned - Scuola di sopravvivenza